# Felix Römer (Historiker)
Felix Römer (* 1978 in Hamburg) ist ein deutscher Historiker.
Römer studierte von 1998 bis 2003 Geschichte und Literaturwissenschaft an den Universitäten Kiel und Lyon. Von 2004 bis 2007 erarbeitete er im Rahmen eines Stipendiats der Graduiertenförderung des Landes Schleswig-Holstein und der Gerda Henkel Stiftung eine von Christoph Cornelißen betreute Studie zur Geschichte des Kommissarbefehls, mit der er 2007 an der Universität Kiel promoviert wurde. Römers Publikation zum Kommissarbefehl fand sowohl in wissenschaftlichen Fachzeitschriften wie großen Zeitungen positive Resonanz.
Von 2007 bis 2012 arbeitete Römer als Stipendiat der Fritz Thyssen Stiftung und wissenschaftlicher Mitarbeiter des von Sönke Neitzel geleiteten Projekts Kriegswahrnehmung und Kollektivbiographie am Historischen Seminar der Universität Mainz. Er wertete einen 100.000 Seiten umfassenden Aktenbestand aus dem US-Verhörlager Fort Hunt aus, in dem von 1942 bis 1945 rund 3000 deutsche Kriegsgefangene befragt und belauscht worden waren. Aus diesem Projekt entstand im Herbst 2012 Römers Publikation Kameraden. Die Wehrmacht von innen. Im gleichen Zeitraum war Römer als Lehrbeauftragter am Historischen Seminar der Universität Mainz tätig und vertrat Sönke Neitzel im Sommersemester 2010. Von 2012 bis 2019 war Römer wissenschaftlicher Mitarbeiter am Deutschen Historischen Institut London. Seit 2019 ist er wissenschaftlicher Mitarbeiter am Lehrstuhl für Sozial- und Wirtschaftsgeschichte der Humboldt-Universität Berlin, wo er sich im Sommersemester 2021 habilitierte. 2022 wurde Römer in das Heisenberg-Programm der DFG aufgenommen.

## Veröffentlichungen
Monographien
- Der Kommissarbefehl. Wehrmacht und NS-Verbrechen an der Ostfront 1941/42. Verlag Ferdinand Schöningh, Paderborn 2008, 666 Seiten, ISBN 978-3-506-76595-6 (zugleich: Dissertation, Universität Kiel, 2007; Inhaltsverzeichnis ).
- Kameraden. Die Wehrmacht von innen. Mit einem Vorwort von Johannes Hürter.[4]
  - Piper, München 2012, ISBN 978-3-492-05540-6 (Rezension in Die Zeit 41/2012)
  - Piper Taschenbuch, 2014, ISBN 978-3-492-30417-7.
- mit Jörg Döring und Rolf Seubert: Alfred Andersch desertiert. Fahnenflucht und Literatur (1944–1952). Verbrecher Verlag, Berlin 2015 (Rezension bei H-Soz-Kult).
- Die narzisstische Volksgemeinschaft. Theodor Habichts Kampf 1914 bis 1944. S. Fischer Verlag, Frankfurt am Main 2017, ISBN 978-3-10-397284-9.

Aufsätze (Auswahl)
- Das Heeresgruppenkommando Mitte und der Vernichtungskrieg im Sommer 1941. Eine Erwiderung auf Gerhard Ringshausen, in: Vierteljahrshefte für Zeitgeschichte 53 (2005), S. 451–460.
- „Im alten Deutschland wäre solcher Befehl nicht möglich gewesen“. Rezeption, Adaption und Umsetzung des Kriegsgerichtsbarkeitserlasses im Ostheer 1941/42, in: Vierteljahrshefte für Zeitgeschichte 56 (2008), S. 53–99.
- Alfred Andersch abgehört. Kriegsgefangene „Anti-Nazis“ im amerikanischen Vernehmungslager Fort Hunt, in: Vierteljahrshefte für Zeitgeschichte 58 (2010), S. 563–598.
- Die Wehrmacht und der Kommissarbefehl. Neue Forschungsergebnisse, in: Militärgeschichtliche Zeitschrift 69 (2010), S. 243–274.
- The Wehrmacht in the War of Ideologies: The Army and Hitler’s Criminal Orders on the Eastern Front, in: Alex J. Kay, Jeff Rutherford, David Stahel (Hrsg.): Nazi Policy on the Eastern Front, 1941: Total War, Genocide, and Radicalization. University of Rochester Press 2012 (ISBN 978-1-58046-488-8), S. 73–100.